# Fårhultsmast
De Fårhultsmast (Zweeds: Fårhultsmasten) is een 335 meter hoge zendmast in de buurt van de Zweedse stad Västervik.
Het object, dat wordt gebruikt voor FM- en televisie-uitzendingen, behoort met de identieke Gungvalamast, de Jupukkamast en de Storbergsmast tot de vier hoogste bouwwerken in Zweden.